# Lừa hoang Tây Tạng
Lừa hoang Tây Tạng (chữ Hán: 西藏野驴, Tây Tạng dã lư; danh pháp hai phần: Equus kiang), còn gọi là lừa Kiang, là một loài động vật có vú trong họ Equidae, bộ Perissodactyla. Loài này được Moorcroft mô tả năm 1841, và là loài lớn nhất trong họ lừa hoang dã. Nguồn gốc của nó xuất phát từ cao nguyên Tây Tạng, nơi mà chúng sinh sống trên những thảo nguyên trên núi và núi cao. Hiện tại phạm vi của nó bị hạn chế đến Ladakh ở Jammu và Kashmir, khu vực đồng bằng phía bắc cao nguyên Tây Tạng và dọc theo biên giới Nepal. Tên phổ biến khác cho loài này bao gồm lừa hoang Tây Tạng, khyang và gorkhar.

## Hình ảnh

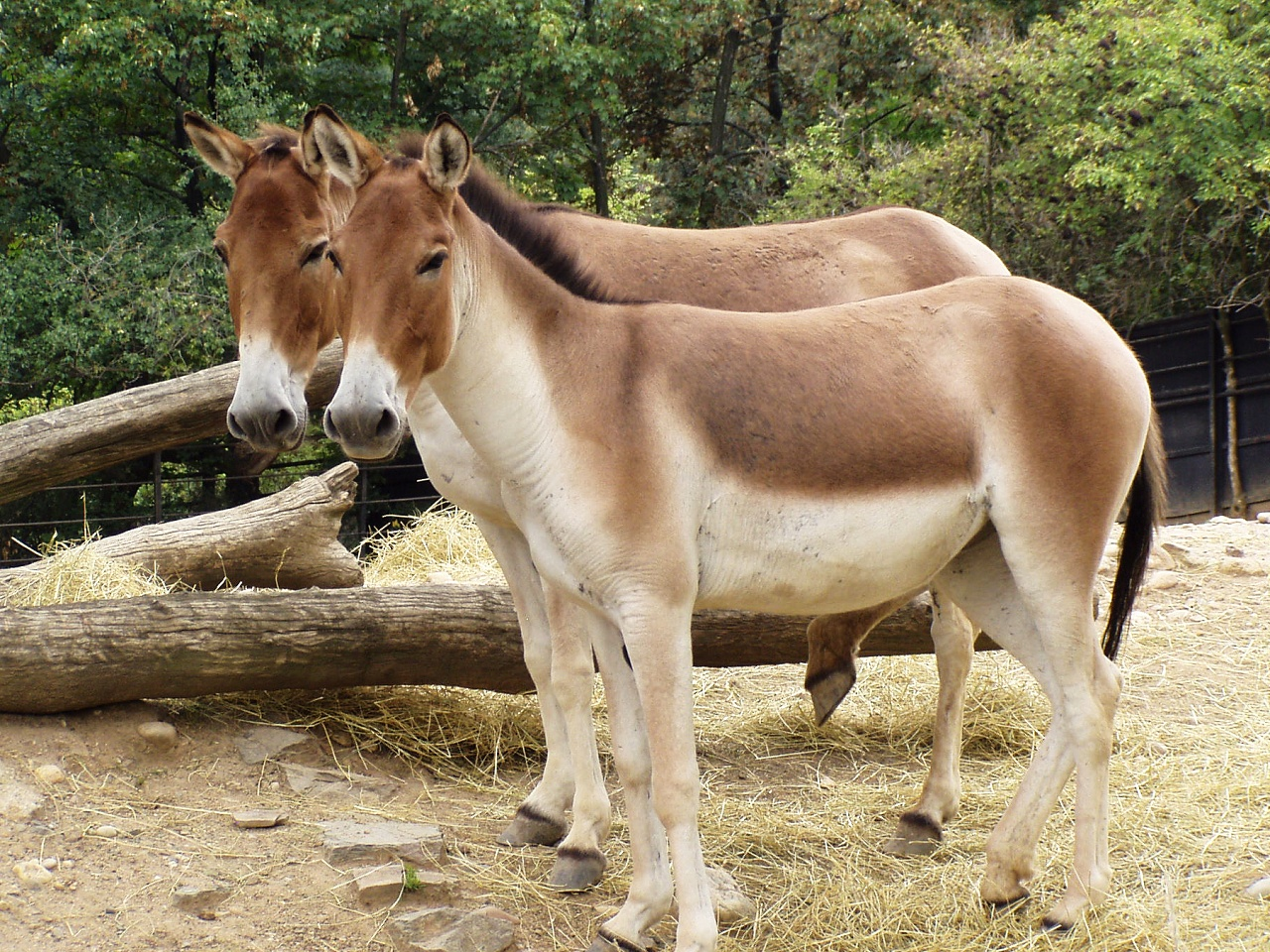
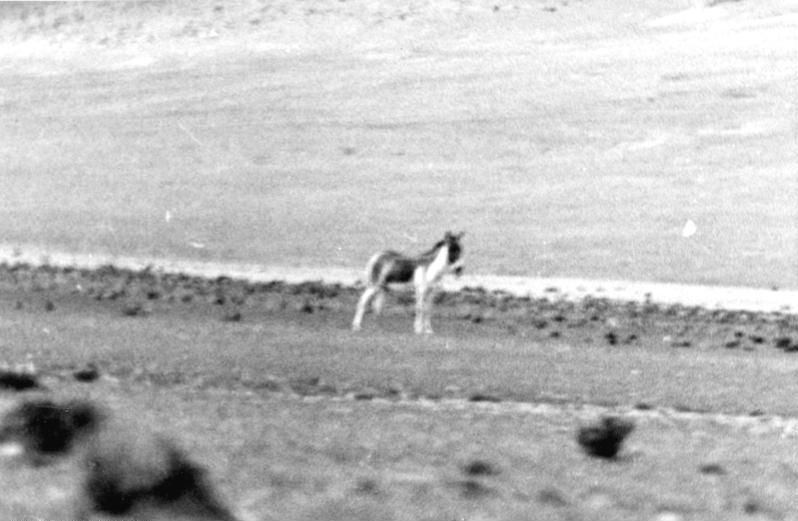
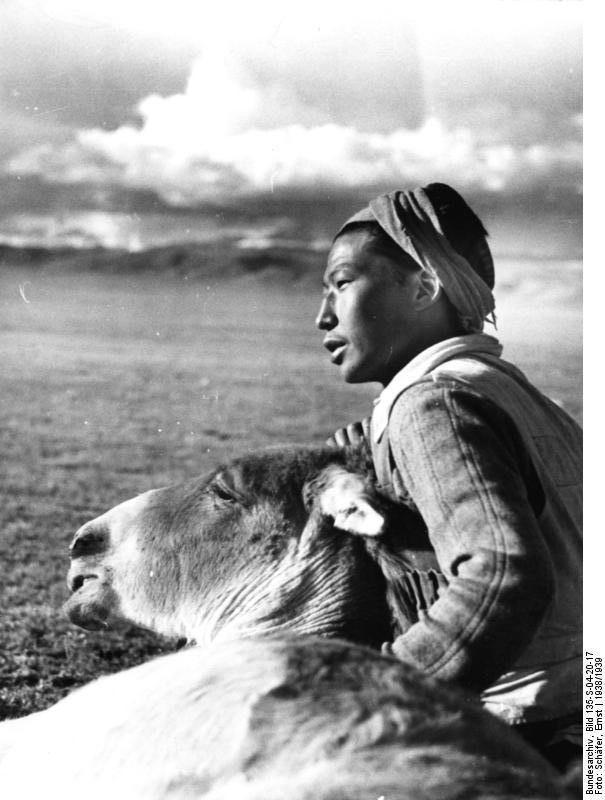
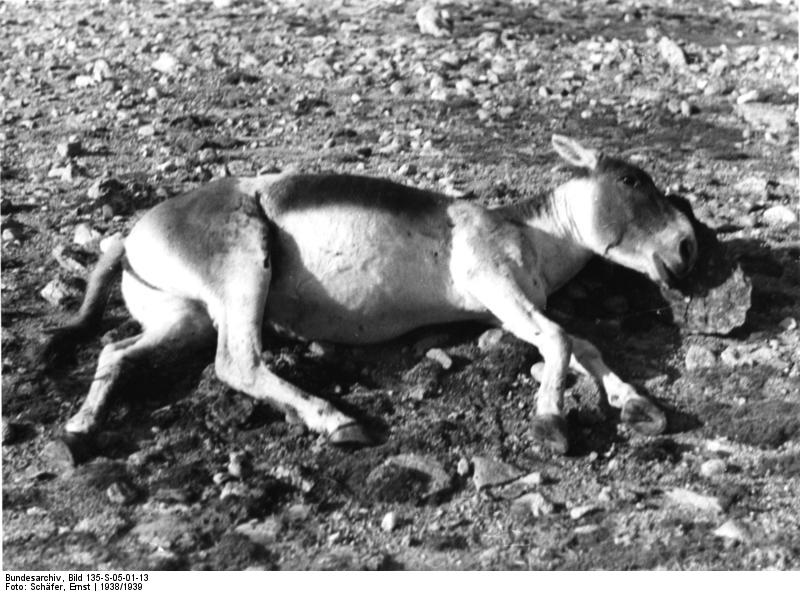